# Acido eicosapentaenoico
L'acido eicosapentaenoico (EPA), detto anche acido icosapentaenoico, è un acido grasso omega-3. Il suo nome in letteratura è 20:5(n-3), mentre il suo nome volgare è acido timnodonico. La sua struttura molecolare è quella di un acido carbossilico con una catena di 20 atomi di carbonio e cinque doppi legami in cis; il primo doppio legame è localizzato sul terzo carbonio dall'estremità opposta al gruppo carbossilico, omega.
L'EPA è un acido grasso polinsaturo (PUFA) che agisce come precursore della prostaglandina 3 (la quale inibisce l'aggregazione piastrinica), trombossano 3 e i gruppi di leucotrieni 5 (tutti eicosanoidi).

## Fonti
L'EPA viene assunto con la dieta mediante l'ingestione di alcuni pesci, come merluzzi, aringhe, sgombri, salmoni e sardine. Si trova anche nel latte materno umano.
L'EPA che si trova nei pesci, comunque, non viene prodotto naturalmente da essi, ma assunto a sua volta dalle alghe di cui si cibano. I vegetariani possono trovarlo in alcune fonti non-animali, come le microalghe. L'EPA solitamente non si trova nelle piante superiori, anche se è stata riportata una sua presenza in basse concentrazioni (<1%) nei semi di alcune varietà di quercia negli oli di cartamo e di Oenothera paradoxa oltre che nella portulaca oleracea .
Il corpo umano può anche ricavare l'EPA dalla trasformazione dell'acido α-linolenico (ALA), questa conversione è molto meno efficiente rispetto all'assorbimento di EPA dalla dieta; inoltre, l'ALA è esso stesso un acido grasso essenziale, per cui l'organismo deve esserne costantemente rifornito. L'EPA è anche un precursore dell'acido docosaesaenoico (DHA), per cui avere livelli sufficienti di EPA in una dieta priva sia di EPA che di DHA è molto difficile, sia per il lavoro metabolico in più richiesto per sintetizzare l'EPA che per l'uso di EPA per sintetizzare DHA. Alcune patologie, come il diabete o certe allergie, possono limitare considerevolmente la capacità dell'organismo di metabolizzare l'ALA ad EPA.

## Importanza clinica
Il National Institutes of Health degli Stati Uniti elenca le condizioni mediche per cui è certo o supposto un effetto benefico dell'EPA (da solo o in associazione con altre fonti di ω-3). La maggior parte di queste si basa sulla sua capacità di diminuire l'infiammazione.
Tra gli acidi grassi omega-3, si suppone che l'EPA in particolare possegga un potenziale benefico nei confronti di patologie mentali, come la schizofrenia. Diversi studi riportano una diminuzione dei sintomi nelle scale di gravità abitualmente usate per queste patologie quando viene assunto un quantitativo extra di EPA.
Alcuni studi recenti hanno suggerito che l'EPA potrebbe influenzare la depressione e il comportamento suicida. Uno di questi raccolse campioni di sangue da 100 pazienti che avevano tentato il suicidio e li confrontò con un gruppo di controllo, scoprendo che i livelli di acido eicosapentaenoico erano significativamente più bassi nelle emazie dei pazienti del primo gruppo.
L'EPA ha un effetto inibitorio sui citocromi CYP2C9 e CYP2C19. Ad alte dosi, può anche inibire l'attività di CYP2D6 e CYP3A4, importanti enzimi coinvolti nel metabolismo dei farmaci.
Alcune ricerche suggeriscono che l'EPA potrebbe migliorare la risposta dei pazienti alla chemioterapia, probabilmente modulando la produzione di eicosanoidi. Potrebbe anche ridurre il rischio di sviluppare alcuni tipi di tumore, come il mieloma multiplo.